# Laguna de Pitillas

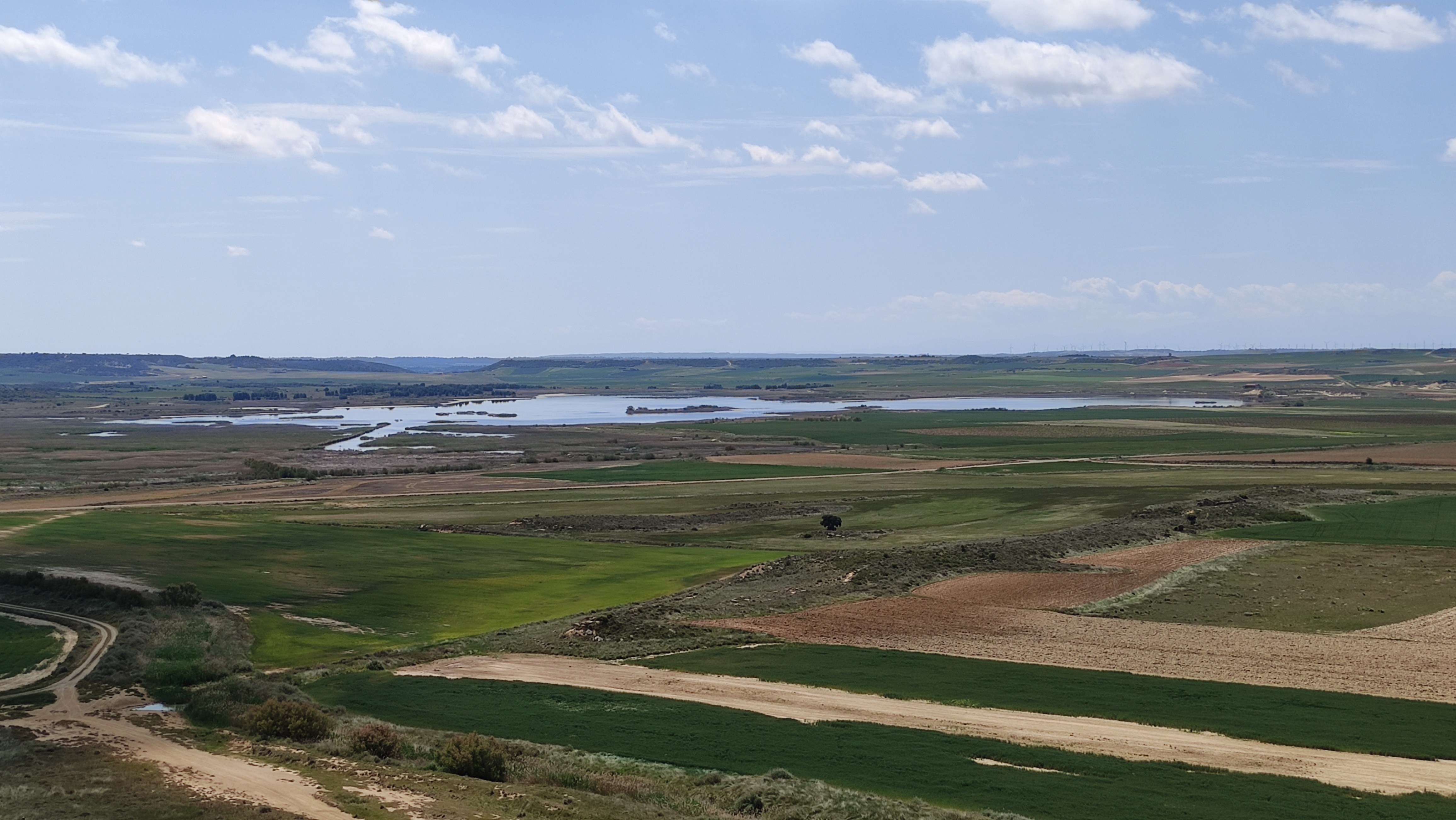
Vista de la laguna de Pitillas

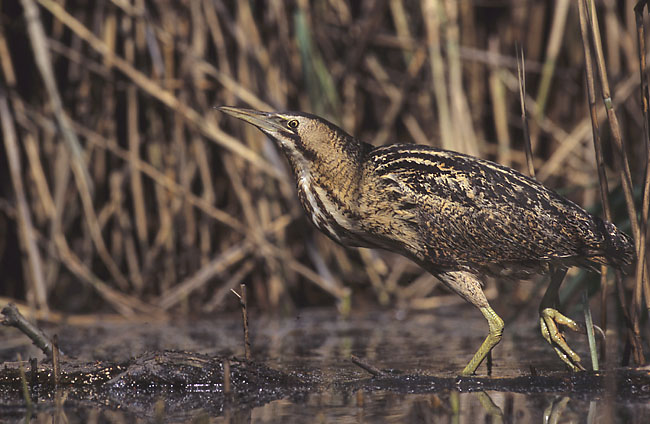
Avetoro, especie presente en este humedal español.

La Laguna de Pitillas, originalmente conocida como Laguna de Sabasán, es un humedal endorreico (sin desagüe) situado entre los municipios de Pitillas y Santacara en Navarra (España) 
Este humedal es elegido por multitud de aves acuáticas para nidificar o para hacer un alto en el camino migratorio. Las aves junto con la fauna asociada a este ecosistema hacen de la laguna de Pitillas un espacio natural de una gran biodiversidad. 

## Descripción y situación
Con una extensión de unas 300 Ha se extiende por territorio municipal de Pitillas aunque una pequeña parte pertenece a Santacara. Es un humedal de tipo estepario y de origen endorreico y está considerado como uno de los más importantes el valle del Ebro y el más extenso de Navarra. El origen de las aguas que alimentan la laguna se encuentra en la sierra de Ujué, en el barranco del Pozo de Pastor y de otros cercanos menos importantes. La profundidad, en condiciones de llenado normales, no supera los 2 metros.
Se sitúa a 3 km de Pitillas y se accede por la carretera N-121 que une este municipio con su vecino de Santacara. Hay una pista que partiendo de la carretera llega la aparcamiento y al observatorio de aves.

## Historia
Las referencias escritas más antiguas que se conocen se remontan a 1348 y se nombra como balsa de Sabasan y pertenecía al rey de Navarra. Era utilizada para el riego y, dada la abundancia de aves, como zona de caza de la monarquía. En el siglo XVI se construyó una presa para elevar su capacidad de almacenamiento y así sacar más rendimiento en el riego.
En 1561 el rey de Navarra la cedió al Marqués de Cortes, Juan de Navarra y Benavides sin que los vecinos de Pitillas perdieran el derecho al riego.
A finales de la década de los 60 del siglo XX se proyectó, por parte del ayuntamiento de Pitillas, la desecación de la laguna para dedicarla a tierra de cultivo. Las características del terreno, muy seco y con elevado índice salino, hacían que los rendimientos agrícolas fueran muy pobres por lo que se abandonó el proyecto de destrucción de este importante humedal navarro.
La intervención de la Diputación Foral, que alquiló el lugar por 20 años y cerró las compuertas, evitó su desaparición y propició su recuperación. En el transcurso de la misma son varios los estadios ecológicos que se han dado con importantes desequilibrios del ecosistema (sobre todo población de anfibios, de culebras de agua...) y en los últimos tiempos, la pérdida de superficie de agua libre de vegetación, al estar invadiendo está toda la superficie libre por influencia de la contaminación debida a los abonos utilizados en la agricultura.
A día de hoy, el humedal presume de ser uno de los únicos lugares con población estable del avetoro, gracias a la gestión responsable del lugar por parte de los pitilleses y del Gobierno de Navarra.
En los últimos años se ha equipado el lugar con un centro de observación de aves, donde guías ornitólogos acompañan al visitante en el descubrimiento de este lugar. Además, este equipamiento garantiza que los visitantes descubren este espacio sin lesionar las poblaciones del lugar en momentos especialmente delicados como el de la cría.

### La protección
La adquisición, en arriendo por 20 años, de la laguna por parte de la Diputación Foral de Navarra y el cierre de las compuertas de la presa permitió el inicio de la recuperación de la misma. Seguidamente, el estamento foral, declaró la laguna como Refugio de caza modalidad de estación biológica. 
En 1987 se incorpora el espacio a la red de Espacios naturales protegidos de Navarra como Reserva Natural, RN 27, y se realizó la delimitación del territorio protegido. Entre los años 1991 y 1996 se delimitó la banda de protección del humedal.
En 1990 fue declarada Zona de Especial Protección para las Aves (ZEPA) y en 1991 en la Red Zonas de Especial Protección para las Aves, al amparo de la Directiva 79/409/CEE. En 1997 quedó incluida en la lista de humedales de importancia internacional del Convenio de Ramsar y en el Inventario de Zonas Húmedas de Navarra. Esta propuesta para su incorporación a la Red Natura 2000.

## Botánica
En el territorio protegido de la laguna se encuentran las siguientes plantas, dependiendo de su aproximación al agua:
- En las aguas libres encontramos diferentes tipos de algas y plantas adaptadas a vivir completamente sumergidas en el agua como el Potamogeton.

- En las zonas de poca profundidad se encuentran los cañizos, que por su extensión dominan en la laguna, y los juncos.

- En las zonas de las orillas, donde se dan temporadas de sequía alternadas con otras de inundación del suelo y el grado de salinidad de la tierra es muy alto, dominan la sosa y la salicornia, además de algún que otro tamariz.

- En los alrededores de la laguna que no están cultivados están cubiertos por el típico matorral mediterráneo; romero, ontina, esparto, ollagas...

- En los alrededores también se cultiva cereal, vides y olivos.

## Zoología

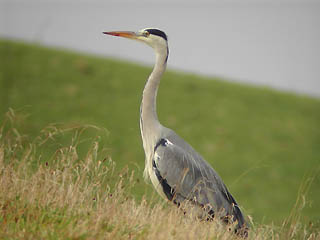
Garza real.

Las aves tienen una importancia fundamental en los ecosistemas de la laguna. La diversidad de especies es muy alta, más de 100. Destaca el avetoro, la garza real e imperial, aguilucho lagunero, gansos, barnacla cariblanca, ansarón, patos...
Los mamíferos, difíciles de observar pero fáciles de detectar, están representados por el jabalí, pero hay también zorros, ratones, musarañas, tejones, comadrejas y hasta los conejos.
Los anfibios y reptiles son la base de la alimentación de las aves, dominan diversas especies de ranas, sapos y tritones. En cuanto a los reptiles hay diferentes tipos de culebras como la bastarda, la de agua y la de collar. También hay lagartos y tortugas.
Existe todo una mundo de especies inferiores, entre las que destaca el cangrejo rojo, que constituyen, junto con los anfibios la base de la alimentación de las aves.